# Phorocera nitens
Phorocera nitens là một loài ruồi trong họ Tachinidae.